# Önder Çakar
Önder Çakar ist ein türkischer Drehbuchautor, Schauspieler und Produzent. 
2006 gewann er für Takva – Gottesfurcht die Goldene Orange für das beste Filmdrehbuch. Bereits 1998 war sein Gemide als zweitbester Film auf dem Antalya Golden Orange Film Festival ausgezeichnet worden. Seit Ende der 1990er ist er mit Fatih Akın befreundet, dem er seitdem als ein geschätzter Berater nach dem jeweiligen Rohschnitt seiner Filme gilt.